# Губернаторство Труа-Ривьер
Губернаторство Труа-Ривьер (фр. Gouvernement des Trois-Rivières) было одним из трех административных подразделений французской колонии Канада, просуществовав с 1643 по 1764 годы. Административным центром данной единицы стал г. Труа-Ривьер, на месте которого в 1635—1643 существовал одноимённый форт. После 1760 г. губернаторство было оккупировано британскими войсками, а 10 августа 1764 года расформировано британской администрацией. Двумя другими губернаторствами были губернаторства с центрами в городах Квебек и Монреаль соответственно.

## Колониальная эпоха

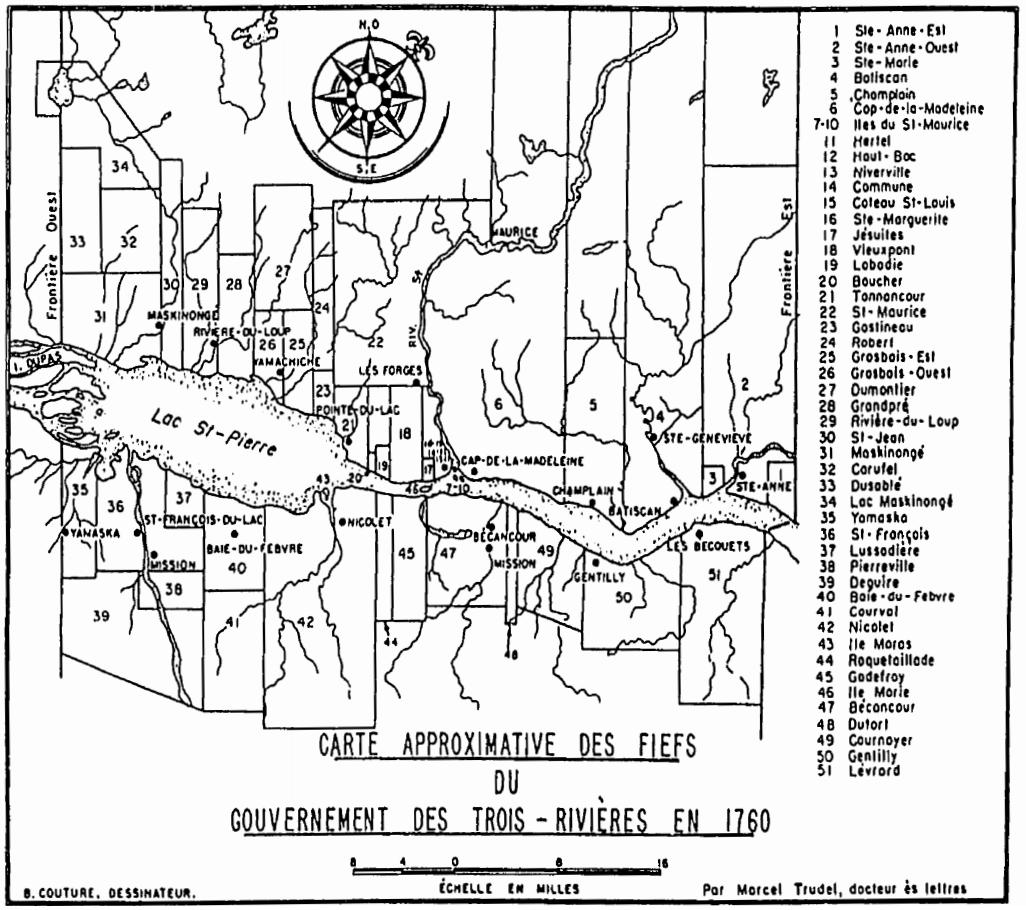
К 1760 году на территории губернаторства Труа-Ривьер сформировалась 51 сеньория.

Во времена существования Новой Франции её территория была разделена на пять отдельных губернаторств: три в Канаде (Квебек, Труа-Ривьер, Монреаль), затем в Луизиане и в Акадии. Был также проект, который не был реализован из-за войны с Великобританией по созданию ешё одного губернаторства Детройта. Каждый из этих регионов был известен под названием губернаторство, поскольку во главе его стоял губернатор. Правительство Труа-Ривьер являлось самым маленьким из трех правительств в долине Святого Лаврентия как по площади, так и по численности населения. К 1760 году на территории губернаторства Труа-Ривьер по обоим берегам р. Св. Лаврентия сформировалась 51 синьория с населением 5 871 человек. При этом королевская дорога Шмен-дю-Руа походила по более густонаселённому
северному берегу реки.

## Демографическая эволюция
| Таблица населения трёх губернаторств в 1666—1765 | Таблица населения трёх губернаторств в 1666—1765 | Таблица населения трёх губернаторств в 1666—1765 | Таблица населения трёх губернаторств в 1666—1765 | Таблица населения трёх губернаторств в 1666—1765 |
| | Губернаторство Квебек                            | Губернаторство Труа-Ривьер                       | Губернаторство Монраль                           | Всего                                            |
| --- | ------------------------------------------------ | ------------------------------------------------ | ------------------------------------------------ | ------------------------------------------------ |
| 1666 | 2135                                             | 455                                              | 625                                              | 3215                                             |
| 1688 | 6223                                             | 1406                                             | 2674                                             | 10303                                            |
| 1698 | 8981                                             | 1590                                             | 3244                                             | 13815                                            |
| 1739 | 23337                                            | 3352                                             | 17012                                            | 42701                                            |
| 1765 | 35913                                            | 7313                                             | 26584                                            | 69810                                            |
| Источник : Données de 1666, 1688 et 1698 : Hubert Charbonneau, Vie et mort de nos ancêtres, Étude démographique, Montréal, Presses de l’Université de Montréal, 1975, page 40. / Données de 1739 et 1765 : Recensements du Canada 1666-1871, vol. 4, Ottawa, 1876. |                                                  |                                                  |                                                  |                                                  |